# アンダルシーア国民党
アンダルシーア国民党（Partido Popular Andaluz）は国民党のアンダルシーア州での支部政党組織、1989年に国民党創設と同時に設立された。代表はハビエル・アレーナス・ボカネグラ（Javier Arenas Bocanegra）、本部はセビージャに置かれている。
アンダルシーア国民党はアンダルシーア自治州において第一党の政治勢力である。しかし、今まで一度も同自治州政府の政権を担ったことはないが、同自治州内の主要都市のいくつかでは政権を担った実績がある：1995年以降、マラガ、カディス、ウエルバ；1995年から1999年までと2003年以降、グラナダ、アルメリーア；1995年-1999年、セビージャ、コルドバ；1995年から1991年と1995年から2007年まで、ハエン；2003年ー2005年と2011年以降、ヘレス・デ・ラ・フロンテーラ；フエンヒローラ、1995年から；そしてマルベージャで2007年から、自治体行政を担っている。
2011年の自治体選挙では自治州を構成する8県の県都すべてで勝利、その上ヘレス・デ・ラ・フロンテーラ、アルヘシーラス、マルベージャといった規模の大きな自治体でも勝利、これら全てで過半数を制した。この選挙でアンダルシーア国民党は初めて全アンダルシーアで最も票を得た政党となった（しかし獲得議席の数ではアンダルシーア社会労働党には及ばなかった）。
地域政策ではアンダルシーア国民党は政治家の2つ以上の職務の兼職について支持しており、自治体首長が自治州議会議員を兼務することを禁止するアンダルシーア兼職禁止新法に反対している。2012年の州議選では自治州首相候補となったハビエル・アレーナスは州議選に勝利した暁にはこの法律の廃止に取り組むことを表明した。
青年組織はNuevas Generaciones de Andalucía（アンダルシーア新世代）。

## 自治州議会での議席推移
| アンダルシーア国民党のアンダルシーア自治州議会での議席推移     |
|                                                                |
| 1982年は国民同盟、1986年は国民連合での獲得議席。過半数は60議席 |